# Boulevard Montebello
Le boulevard Montebello est un boulevard de Lille, dans le Nord, en France. Il dessert les quartiers de Vauban Esquermes et Wazemmes.

## Description
Le boulevard Montebello est une voie qui relie la place Barthélémy-Dorez à la place Cormontaigne.
Il est situé sur la ligne 2 entre les stations Cormontaigne et Porte des Postes.

### Rues débouchant le boulevard Montebello
- Rue Jean du Solier
- Rue des Grimaretz
- Rue d'Iéna
- Rue d'Arcole
- Rue d'Haubourdin
- Rue d'Esquermes
- Rue Moillet
- Rue des Stations
- Rue Flamen
- Rue Duhem
- Rue Davy
- Rue Newton
- Rue Mexico
- Rue Van Hende

## Origine du nom
Le boulevard porte le nom du village de Montebello della Battaglia en Italie, lieu de deux batailles opposant la France à l'empire d'Autriche.

## Histoire
Le boulevard Montebello a été inauguré en 1864, à la suite du septième agrandissement de Lille en 1858. Il emprunte approximativement le tracé d'un ancien chemin vicinal parallèle à l'ancien sentier des Rogations (aujourd'hui rue Paul-Lafargue) dans le village d'Esquermes annexé. L'urbanisation du boulevard est restée longtemps incomplète ; il fallut attendre la fin du XIXe siècle pour obtenir un tissu urbain relativement continu, notamment côté pair.
Il était parcouru par la ligne circulaire de tramway P fermée en 1938.

## Sites particuliers

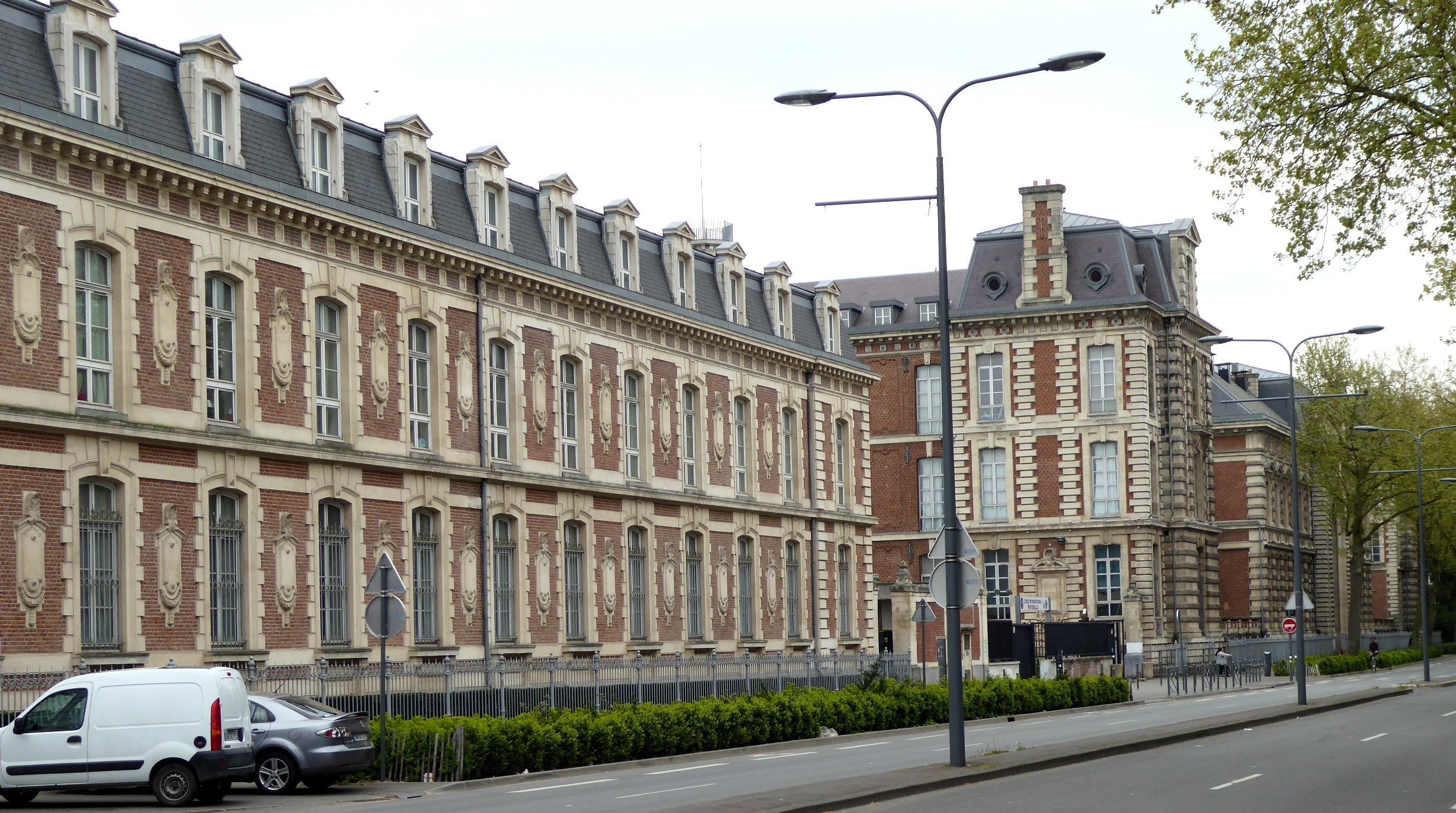
Le lycée Montebello

- Le lycée international Montebello. Le lycée international Montebello est un lycée général et technologique, autrefois hôpital de la Charité jusqu'à la fin du XIXe siècle, les bâtiments ont été rénovés pour accueillir 1 300 élèves et un personnel de 200 personnes.
- Temple antoiniste au no 23